# Hijo de puta
Hijo de puta es una expresión soez y un disfemismo que se utiliza habitualmente como insulto, aunque tiene también otras connotaciones en función del contexto en que se pronuncie. Según el Diccionario de la lengua española, de la Real Academia Española, es una forma vulgar de denominar a alguien «mala persona». El carácter ofensivo del término procede de la utilización de la palabra «puta», un sinónimo peyorativo de prostituta.
La evolución del término, y su integración en el lenguaje habitual, ha llevado a un uso menos peyorativo del mismo, que incluso, y según varias sentencias judiciales, no es considerado un insulto a efectos legales, al menos en España. La locución nominal «hijo de puta» está considerada uno de los tacos o insultos más utilizados en lengua castellana.
En los últimos tiempos, se han producido algunas variaciones de la expresión, como el vulgarismo hijo puta y sus contracciones apocopadas hijoputa y joputa, utilizadas con cierta asiduidad incluso en prensa escrita. En Hispanoamérica (particularmente en la zona del Caribe y América Central), ha proliferado el uso de hijueputa y jue'puta, como consecuencia también de una vulgarización de la original, y a menudo suavizada con eufemismos como hijuepucha y juepucha, que se han convertido en expresiones de uso coloquial, no siempre malsonante.

## Origen y evolución

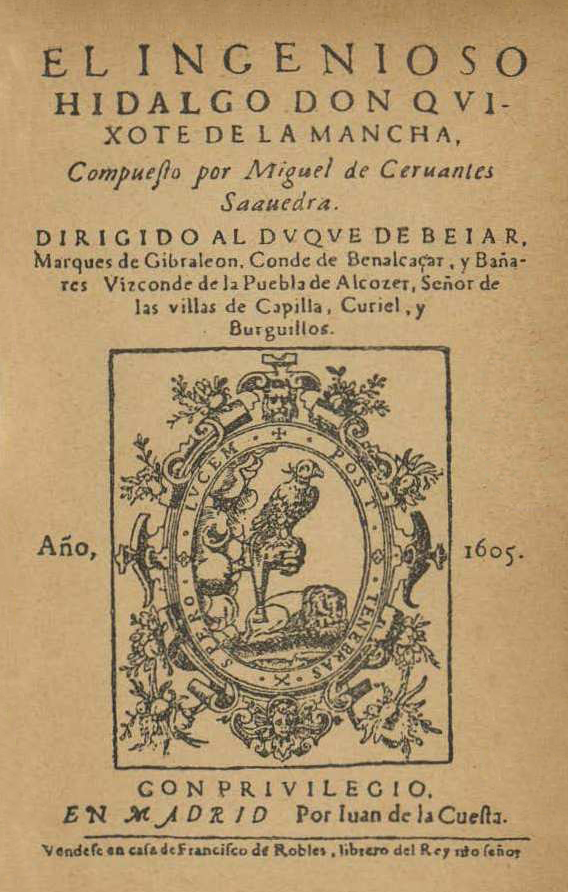
El empleo de vocablos como 'hi de puta' o 'hijo de puta' es habitual en la literatura del Siglo de Oro y en obras como El Quijote o El Buscón.

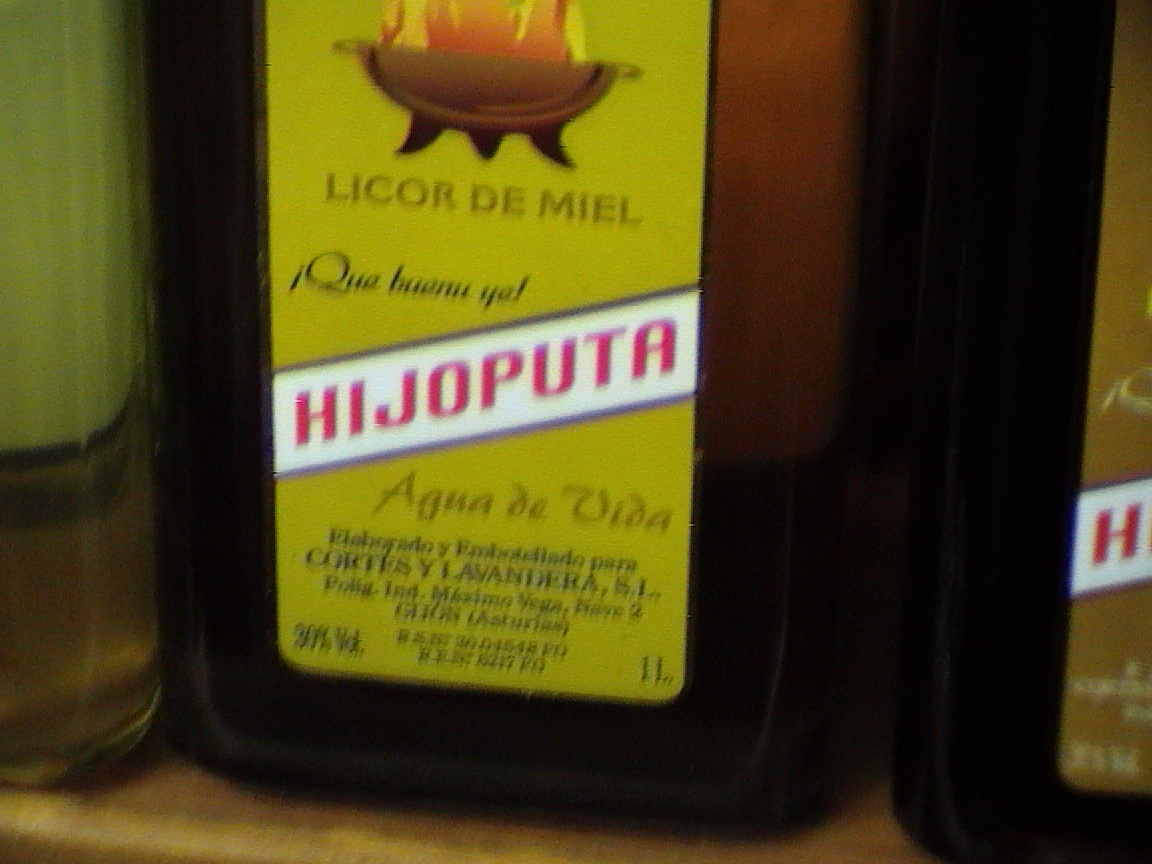
Una botella de orujo, la cual tiene como marca «Hijoputa».

Según el lingüista José Antonio Millán, la ambivalencia de «hijo de puta» como ofensa y como encomiástico data ya de la literatura del Siglo de Oro, basándose en la definición de Gonzalo Correas, quien en su Vocabulario de refranes y frases proverbiales definía Hi de puta como una expresión que se empleaba «encareciendo o alabando en bien o en mal». Ya en 1553 Juan de Valdés en su Diálogo de la lengua aclaraba el uso en la época de 'hi' por 'hijo', asociando 'hi de puta' con 'hijo de puta'.
En efecto, en una de las obras cumbre de la literatura en castellano, Don Quijote de la Mancha, del siglo XVII, se emplea, en castellano antiguo la expresión hi de puta en algunos pasajes, en uno de los cuales Sancho Panza alude a esta dicotomía:

-¡Oh hi de puta, bellaco, y cómo es católico!
-¿Véis ahí -dijo el del Bosque en oyendo el hi de puta de Sancho- como habéis alabado este vino llamándole hi de puta?
-Digo -respondió Sancho- que confieso que no es deshonra llamar hijo de puta a nadie, cuando cae debajo del entendimiento de alabarle. Pero, dígame, señor, por el siglo de lo que más quiere: ¿este vino es de Ciudad Real?

En 1734, en el Diccionario de la lengua castellana en que se explica el verdadero sentido de las voces, se destacaba el sentido peyorativo del término, definido como: «El que no es procreado de legítimo matrimonio».
Estas apariciones de la expresión en el Quijote son estudiadas por Guillermo Sheridan, quien en su obra Paralelos y meridianos realiza una reflexión sobre el tema, concluyendo que «hijo de puta» es un insulto de varias bandas: se insulta al adversario por ser hijo de puta, pero, por metonimia, se insulta a la madre [por puta] y al padre [por permitir ser puta a su mujer] (...) es además un insulto gerundial, pues el hijo de puta lo fue al nacer, sigue siéndolo en el presente y lo será aún en el futuro (...) Un hijo de puta lo es a perpetuidad.
La introducción del término en el lenguaje cotidiano ha llevado a algunos autores a considerarla una palabra «de moda», como José Antonio Hernández Guerrero, quien considera que «el sentido de la frase no es la simple suma de los significados de las palabras que la integran, y el valor de la expresión oral depende, en gran medida, del tono con que es pronunciada».
Según algunos estudios, el uso común de este tipo de palabras es uno de los aspectos más complejos de enseñar a los nativos de otras lenguas que aprenden castellano, cómo palabras consideradas insultos pueden ser intrínsecamente simples apelativos. Algunos manuales inciden en la necesidad de hacer ver que el valor que adquieren las palabras varía dependiendo del contexto en que se pronuncian. De hecho, en ciertos países, como en la Argentina, esta expresión puede ser utilizada tanto en forma de insulto como en forma de elogio informal, aunque sin perder su carácter soez.

## Aspectos legales (España)
La utilización de términos como 'hijo puta' puede ser considerada un delito de injurias, regulado por el artículo 38 del Código Penal. Según el mismo, constituyen delito las expresiones tenidas en el concepto público por graves, siendo las leves consideradas 'falta'. La valoración la debe realizar el juez, atendiendo a una serie de circunstancias, lo que ha llevado a que en algunas sentencias la misma expresión haya sido calificada como grave o leve atendiendo a la contextualización del caso.
La utilización de la expresión «hijo de puta» en la jerga habitual, especialmente en España, ha llevado a la aparición de problemas legales derivados de denuncias realizadas por personas que se han sentido agraviadas al ser calificadas así. Una de las primeras sentencias en este sentido se produjo en 2005, cuando un juez de Barcelona absolvió de un delito de injurias a un periodista que en una crónica consideró un 'hijo de puta' al bailaor Farruquito. El juez estimó que «la expresión 'hijo de puta' no fue utilizada por el periodista 'como un ataque personal contra Farruquito, sino como una definición que resulta aplicable a cualquier sujeto que, habiendo atropellado a un hombre, huya sin prestarle auxilio'».
En 2007, la Audiencia Provincial de Las Palmas absolvió a un vecino de Telde que había sido juzgado por llamar a otro «hijo de puta» y «maricón». La sentencia concluyó que «expresiones tales como hijo de puta o maricón están tan integradas en el vocabulario que a veces ni siquiera se consideran insultos, no llegando a constituir su empleo una vejación injusta, sino más bien una evidencia de una mala conducta o un comportamiento maleducado».
En 2009, el Tribunal Superior de Justicia de Cataluña obligó a una empresa a readmitir a un empleado que había sido despedido por llamar hijo de puta a su jefe. Según la sentencia «la degradación social del lenguaje ha provocado que las expresiones utilizadas por el ahora recurrente sean de uso corriente en determinados ambientes».

## Influencia cultural

### Literatura
- El pequeño hijoputa, de Walter Moers (2001).[25]
- Cómo convertirse en un hijo de puta, de Mauro Entrialgo (2007).[26]
- Cómo sobrevivir a un jefe hijo de puta.[27]
- El hijo de puta cabrón. Publicación en línea.[28]

### Música
- «Eres un cabrón hijo puta»: canción interpretada en la serie de animación South Park, y que formó parte de la banda sonora de la película South Park: Bigger Longer & Uncut, de 1999.[29]
- «Hijoputa»: canción del grupo madrileño de rock Mamá Ladilla, como protesta por las cabinas telefónicas que no devuelven cambio.
- «Hijo de puta»: canción interpretada en el programa humorístico La hora Chanante, que fue propuesta para representar a España en el Festival de Eurovisión 2008.[30]

### Cine
- Goretech: Bienvenidos al planeta hijo de puta: película argentina de 2012.[31]